# Lijst van burgemeesters van Alkemade
Dit is een lijst van burgemeesters van de voormalige Nederlandse gemeente Alkemade in de provincie Zuid-Holland. De gemeente Alkemade is per 1 januari 2009 opgeheven en opgegaan in de nieuwe gemeente Kaag en Braassem.
| Ambtsperiode                         | Naam burgemeester                                       | Partij of stroming | Bijzonderheden                                                  |
| ------------------------------------ | ------------------------------------------------------- | ------------------ | --------------------------------------------------------------- |
| 1825 - 11 oktober 1827               | Pieter van Veen                                         |                    |                                                                 |
| 28 april 1828 - 25 september 1845    | Jan Marinus Blanken Tzn.                                |                    |                                                                 |
| 20 maart 1846 - 15 juli 1867         | Jan Willem Schuilenburg Roeloffs                        |                    |                                                                 |
| 16 juli 1867 - 30 september 1889     | Johannes Hoolboom                                       |                    | vh. burgemeester van Schoonrewoerd en Hei- en Boeicop           |
| 1 oktober 1889 - 6 maart 1920        | Franciscus Hubertus van Wichen                          | RK                 | vh. gemeentesecretaris van Ter Aar                              |
| 7 juni 1920 - 28 juli 1933           | Leo Henricus Maria Joseph Vosters                       | RK                 | vh. ambtenaar ter secretarie te Nijmegen                        |
| 16 oktober 1933 - 30 september 1946  | Johannes Wilhelmus Peek                                 | RK                 | vh. burgemeester van Pannerden, later burgemeester van Schiedam |
| 15 februari 1947 - 1 maart 1954      | Johannes Maria Herman Leonardus Hoijnck van Papendrecht |                    |                                                                 |
| 16 mei 1954 - 15 mei 1965            | Eric Johan Maria Kolfschoten                            | KVP                | later burgemeester van Leidschendam                             |
| 3 november 1965 - 31 augustus 1975   | Paschalis Martinus Franciscus Smolders                  | KVP                | vh. burgemeester van Voorhout                                   |
| 1 oktober 1975 - 31 mei 1982         | Petrus Joannes Bolten                                   | KVP / CDA          | vh. burgemeester van Schipluiden                                |
| 16 juni 1982 - 1 juli 1986           | Johannes Sebastiaan Wagenaar                            | CDA                | vh. burgemeester van Zevenhoven                                 |
| 16 september 1986 - 31 december 2008 | Arie Herman Meerburg                                    | CDA                |                                                                 |